# Tony Bruni
Tony Bruni, pseudonimo di Antonio Signorino (Palermo, 23 novembre 1931 – Napoli, 25 gennaio 2009), è stato un cantante e attore teatrale italiano.

## Biografia
Interprete della canzone napoletana e attore della sceneggiata napoletana, nasce a Palermo il 23 novembre 1931, e dopo il successo si trasferisce a Napoli.
La sua carriera discografica inizia nel 1965 con il nome d'arte di Tony Palermo poi cambiato in Tony Bruni. Nel 1968 debutta al Festival di Napoli dove interpreta il brano Mezzanotte mmiezz'a via di (Petrucci - Acampora - Manetta) abbinato a Enrico Farina che però non arriva in finale. Nel 1971 vi doveva partecipare nuovamente con il brano Senza 'na lacrema di (De Caro - Duyrat - Giordano) abbinato a Flora Dantino, ma per motivi amministrativi il Festival non si svolse. Nel 1981 vi partecipa con il brano Te chiamme ammore di (Agrillo - Ricci).
Partecipa a due edizioni della trasmissione canora Un disco per l'estate; nel 1974 con Chi è nnammurato 'e te di (Giovanni Marigliano - Felice Genta) e nel 1975 con Carrettino siciliano (Alberto Sciotti - Eduardo Alfieri), una canzone che tratta il tema dell'emigrazione e per la quale viene scritta anche la sceneggiatura di un film mai girato per problemi di produzione.
Nel corso della sua carriera si dedica alla sceneggiata napoletana in teatro e interpreta diversi brani napoletani di successo come:  'Na grande artista,  'A stiratrice, Lettere bruciate, Carrettino siciliano,  'O vesuvio, Calamita d'oro, Luna rossa, Maruzzella,  'Na sera 'e maggio, Notte lucente, Dicitencello vuje,  'O rammarriello, Scapricciatiello, 'A gnora mia, Canzone 'e carrettiere, Coppola rossa, Spusarizio 'e carrettiere, 'Na vranca 'e rena, Serenata dispettosa e diverse altre.

### Morte
Muore a Napoli  il 25 gennaio del 2009 all'età di 77 anni e riposa nel cimitero di San Gennaro Vesuviano.

## Discografia parziale

### 33 giri
- 1971: Vita 'e notte (Phonotype Record, AZQ 40011)
- 1971: Tony Bruni Vol. 2 (Phonotype Record, AZQ 40019)
- 1973: Tony Bruni (Phonotype Record, AZQ 40022)
- 1974: Chi e' 'nnammurato e te (Phonotype Record, AZQ 40027)
- 1976: Tony Bruni Vol. 8 (Phonotype Record, AZQ 40019)
- 1976: Selezione napoletana n. 1 (Phonotype Record, ZSLP 55847)
- 1977: Selezione napoletana n. 6 (Phonotype Record, ZSLP 55862)
- 1977: Selezione napoletana n. 3 (Phonotype Record, ZSLP 55863)
- 1978: Canta Sicilia Arsa Terra Mia (Phonotype Record, AZQ 40036)
- 1978: Ceveze rosse (Phonotype Record, AZQ 40037)
- 1978: Tony Bruni Vol. 13 (Phonotype Record, AZQ 40045)
- 1979: Malabuscia (Folk Dischi Ricordi - Serie Orizzonti, ORL 8337)
- 1979: Tony Bruni Vol. 15 (Phonotype Record, ZSLP 55873)
- 1980: Bella caprese (Folk Dischi Ricordi - Serie Orizzonti, ORL 8404)
- 1980: Ammore 'e carcerato (RiFi Record Company s.p.a, RPO 72026)
- 1980: Tony Bruni Vol. 16 (Phonotype Record, ZSLP 55874)
- 1981: Te chiammo ammore (Gulp!, KAL 1214)
- 1984: Tony Bruni Vol. 23 (Phonotype Record, AZQ 40072)
- 1984: Tony Bruni Vol. 25 (Phonotype Record, AZQ 40080)

### 45 giri
- 1965: Busciarda e dispettosa/Chello ca tu m'he' fatto (Combo Record, 4032)
- 1965: Asso 'e coppe/Cavallo sfurtunato (Combo Record, 4045)
- 1965: Nun si 'na santarella/'O giusto castigo (Combo Record, 4060)
- 1965: Guagliuncella scapricciata/'O guappo d''a speranzella (Combo Record, 4061)
- 196?: Nuttata 'e sentimento/Doj' Madonne (Combo Record, 4108)
- 1966: Bbona fortuna/Chitarre 'e Napule (Combo Record, 4147)
- 1966: Malampesa/Pe tte sto' carcerato (Combo Record, 7009)
- 196?: Serata 'ntussecosa/Nun songo n'assassino (Combo Record, 7018)
- 1968: Mezanotte mmiez' a via (Combo Record, 7022)
- 1968: Tu ca nun saie chiagnere/Si malamente (Combo Record, 7024)
- 1968: Musica sincera/Vecchia zingara (Combo Record, 7025)
- 1971: Vita 'e notte/Nun trasi dint''a Cchiesa (Phonotype Record, PH 228)
- 1971: Senza 'na lacrema/Nnucente mia (Phonotype Record, PH 232)
- 1972: Canzone appassiunata/'O sciupafemmene (Phonotype Record, PH 245)
- 1973: 'Na grande artista/Palummella sfurtunata (Phonotype Record, PH 247)
- 1973: 'A legge d''u cchiu' forte/'E vint'anne (Phonotype Record, PH 248)
- 1973: Canzona 'e carrettiere/'Na malafreva (Phonotype Record, PH 249)
- 1973: 'O cane 'e presa/Riggina 'e marciappiede (Phonotype Record, PH 250)
- 1973: Vuto 'e guappo/Che me vuo' bbene a ffa' (Phonotype Record, PH 252)
- 1974: Chi e' 'nnammurato 'e te/Faccella d'angelo (Phonotype Record, PH 255)
- 1974: Corte Assise/'A stiratrice (Phonotype Record, PH 257)
- 1974: Fenesta vascia/'O bersagliere (Phonotype Record, PH 258)
- 1975: Scapricciatiello/Canzuncella 'e malavita (Phonotype Record, PH 261)
- 1975: A San Francisco/Serenata dispettosa (Phonotype Record, PH 262)
- 1975: Carrettino siciliano/'A gnora mia (Phonotype Record, PH 263)
- 1976: Embé mberebé mbé mbé/'A pucundria (Phonotype Record, PH 265)
- 1976: Spusarizio 'e carrettiere/'E male lengue (Phonotype Record, PH 266)
- 1976: Ceveze rosse/'Na vranca 'e rena (Phonotype Record, PH 274)

### CD
- 1989: Napoli e... (Phonotype Record, PH - 0003 CD)
- 1989: 'O navigante (Phonotype Record, CD 0011)
- 1990: Carmela (Phonotype Record, CD 0027)
- 1992: Napoli e... Vol. 2 (Phonotype Record)
- 1994: Le canzoni che piacciono a me (Phonotype Record)
- 1995: Tony Bruni e i festival di Napoli (Phonotype Record, CD 0287)
- 1997: Napoli e... Vol. 6 (Phonotype Record, CD 0058)
- 1998: Il canto di Napoli: I grandi interpreti, vol. 10 - Tony Bruni  (Phonotype Record)
- 1999: Quanno é fernuto 'o bene (Seamusica)
- 2000: Palomma 'e notte (Phonotype Record, CD 0126)
- 2001: 'O vesuvio (Nuova Canaria & Gulp!)
- 2002: Il meglio di Tony Bruni (Phonotype Record)
- 2003: Nun si n'amico (Seamusica)
- 2004: Nuove esperienze (GS Record)
- 2005: Antica canzone napoletana, 25 (Nuova canaria)
- 2006: Napoli e... Vol. 10 (Phonotype Record, CD 0324)
- 2006: Napoli e... Vol. 11 (Phonotype Record, CD 0325)
- 2006: Napoli e... Vol. 12 (Phonotype Record, CD 0332)
- 2006: Napoli e... Vol. 13 (Phonotype Record, CD 0340)
- 2006: Napoli e... Vol. 14 (Phonotype Record, CD 0341)
- 2007: Napoli e... Vol. 15 (Phonotype Record, CD 0360)
- 2009: Napoli e... Vol. 16 (Phonotype Record, CD 0422)
- 2009: Napoli e... Vol. 17 (Phonotype Record, CD 0423)
- 2009: Napoli e... Vol. 18 (Phonotype Record, CD 0425)
- 2009: Napoli e... Vol. 19 (Phonotype Record, CD 0426)
- 2009: Napoli e... Vol. 20 (Phonotype Record, CD 0427)
- 2009: Napoli e... Vol. 21 (Phonotype Record, CD 0428)
- 2009: Napoli e... Vol. 22 (Phonotype Record, CD 0429)
- 2009: Napoli e... Vol. 23 (Phonotype Record, CD 0430)
- 2010: Matruzza mia (Record label)
- 2013: Original hits: Festival di Napoli - Tony Bruni (Nuova Canaria)